# 宜州站
宜州站，位于中华人民共和国广西壮族自治区河池市宜州区庆远镇，是黔桂铁路上的火车站，建于1940年，2009年1月7日迁至现址，现由南宁铁路局柳州车务段管辖。

## 車站周邊
- 宜柳高速公路
- 宜州市体育馆
- 中国工商银行蓝电支行
- 宜州市国土局
- 宜州市国资所
- 宜州市卫生局会计核算中心
- 宜州市市民文化公园
- 宜州市政府

## 歷史
- 建于1940年。

## 外部連結
- 中国铁路客户服务中心（页面存档备份，存于）